# Presidenti del Senegal
Il Presidente del Senegal è il capo dello Stato e il capo del governo senegalese. 
In accordo con la riforma costituzionale approvata con il referendum tenuto il 20 marzo 2016, il mandato del presidente dura 5 anni e non sono ammessi più di due mandati consecutivi.
Egli nomina il Primo ministro.
Quella che segue è una lista dei presidenti del Senegal a partire dal 1960, anno in cui il paese divenne indipendente dalla Francia.

## Lista
| Presidente | Presidente | Presidente                                                              | Partito                                                              | Elezione               | Mandato          | Mandato          |
| Presidente | Presidente | Presidente                                                              | Partito                                                              | Elezione               | Inizio           | Fine             |
| ---------- | ---------- | ----------------------------------------------------------------------- | -------------------------------------------------------------------- | ---------------------- | ---------------- | ---------------- |
|            |            | Léopold Sédar Senghor (Joal, 9 ottobre 1906 – Verson, 20 dicembre 2001) | Partito Socialista                                                   | 1963, 1968, 1973, 1978 | 6 settembre 1960 | 31 dicembre 1980 |
|            |            | Abdou Diouf (Louga, 7 settembre 1935)                                   | Partito Socialista                                                   | 1983, 1988, 1993       | 1º gennaio 1981  | 2 aprile 2000    |
|            |            | Abdoulaye Wade (Kébémer, 29 maggio 1926)                                | Partito Democratico Senegalese                                       | 2000, 2007             | 2 aprile 2000    | 2 aprile 2012    |
|            |            | Macky Sall (Fatick, 11 dicembre 1961)                                   | Alleanza per la Repubblica                                           | 2012, 2019             | 2 aprile 2012    | 2 aprile 2024    |
|            |            | Bassirou Diomaye Faye (Ndiaganiao, 25 marzo 1980)                       | Patrioti Africani del Senegal per il Lavoro, l’Etica e la Fraternità | 2024                   | 2 aprile 2024    | in carica        |